# Jaiavarmã VII
Jaiavarmã II (em quemer: ជ័យវរ្ម័នទី៧; romaniz.: Jayavarman) foi um rajá do Império Quemer, reinando entre 1181 e 1218. Em seu tempo, o império alcançou seu maior esplendor, chegando a abranger o Camboja e partes da Tailândia, Laos, Vietnã, Malásia e talvez Indonésia. Foi o responsável pela introdução do budismo maaiana como religião oficial, em substituição ao hinduísmo.